# Route nationale 829
Pour les articles homonymes, voir Route 829.
La route nationale 829 ou RN 829 est une route nationale française reliant Dreux à Nogent-le-Roi. À la suite de la réforme de 1972, elle est déclassée en RD 929.

## Tracé et communes traversées[1]
- Dreux, rue Saint-Denis, avenue du président-John-Fitzgerald-Kennedy
- Luray
- Sainte-Gemme-Moronval
- Luray
- Écluzelles
- Charpont
- Villemeux-sur-Eure
- Chaudon
- Nogent-le-Roi